# Geocrinia lutea
Geocrinia lutea är en groddjursart som först beskrevs av Main 1963.  Geocrinia lutea ingår i släktet Geocrinia och familjen Myobatrachidae. IUCN kategoriserar arten globalt som nära hotad. Inga underarter finns listade i Catalogue of Life.